# 雷蒙德·卡佛
雷蒙德·卡佛（英語：Raymond Carver，1938年5月25日—1988年8月2日），全名小雷蒙德·克列維·卡佛，美國短篇小說家，詩人。其作品以极其简练的风格著称。

## 生平
卡佛出生於奧勒岡州哥倫比亞河邊的鋸木城鎮克拉斯坎尼，後在華盛頓州的亞基馬市長大。他的父親是從亞利桑那州來的鋸木工人、漁夫，長期酗酒；母親則是餐廳服務生和銷售員，工作不穩定。他有一個弟弟，生於1943年。
卡佛逝後葬在華盛頓州安吉爾港的海典灣公墓，他的文學遺產依生前指示，由泰絲·葛拉赫繼承。他的墓碑上刻了他的詩篇〈晚期斷章〉。

## 作品列表
短篇集
- 1976年 《能不能請你安靜點？》
- 1981年 《当我们谈论爱情时我们谈论什么》
- 1983年 《大教堂》